# Saarburger Rausch

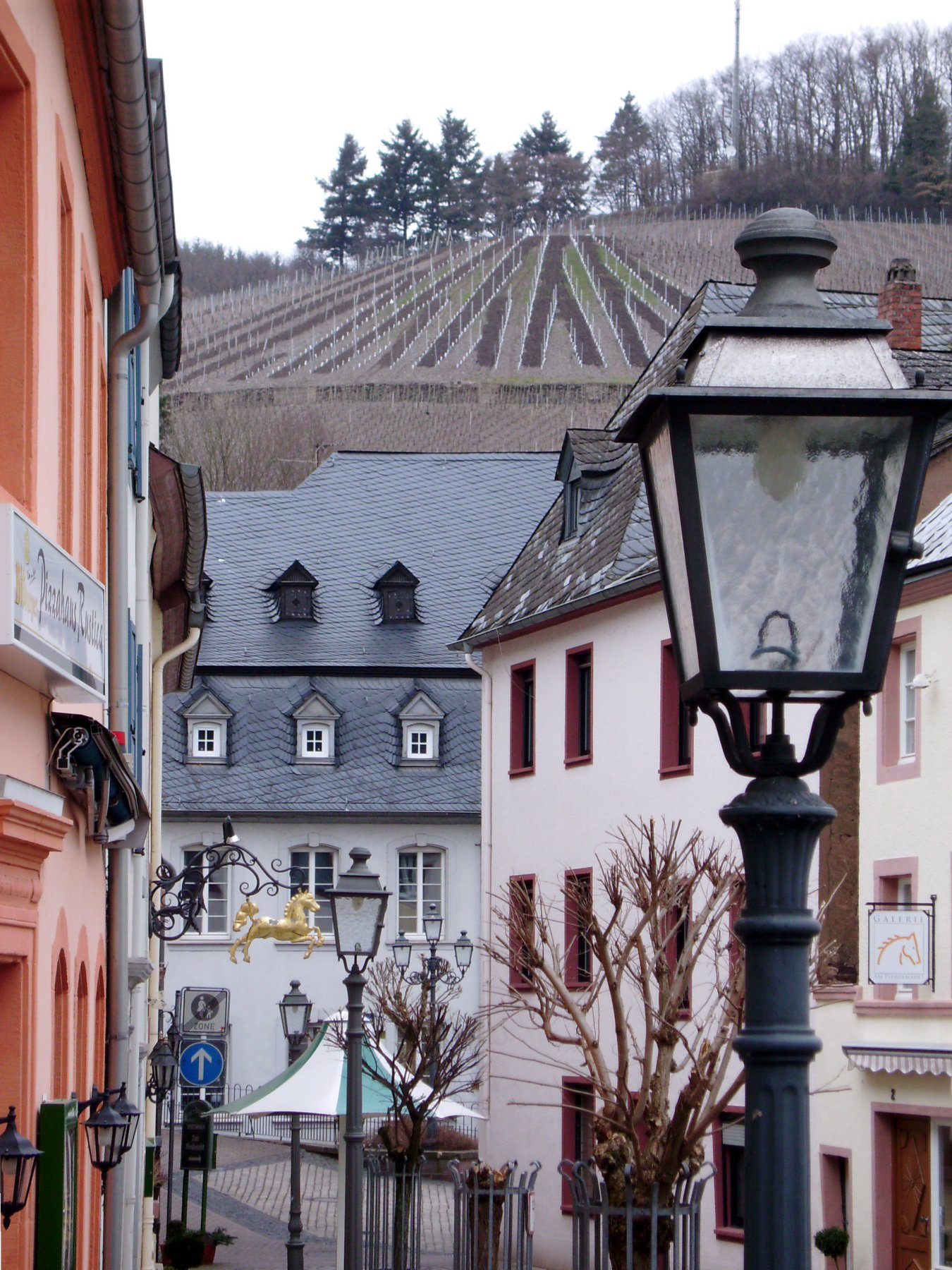
Saarburger Rausch: stadtnah

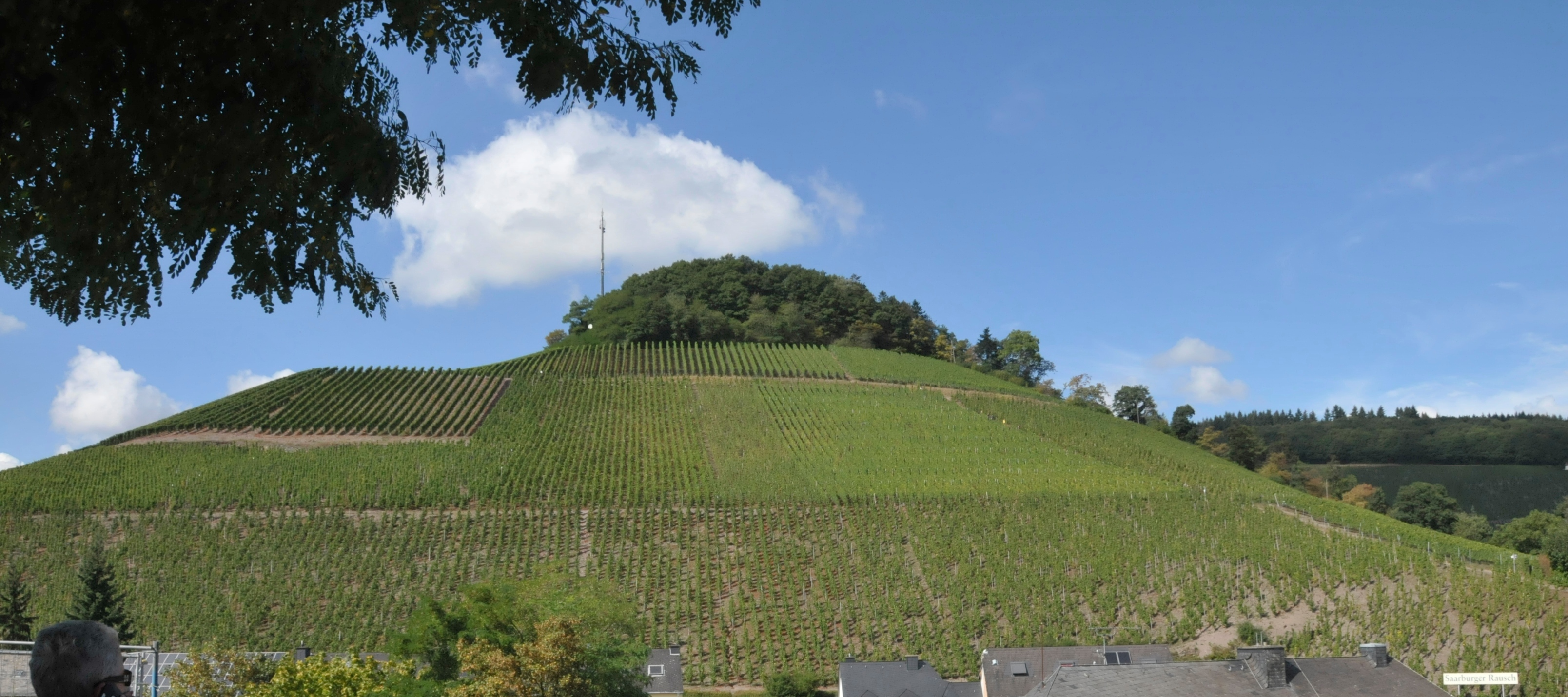
Gesamtansicht

Die Saarburger Rausch ist eine Weinlage der Stadt Saarburg im Anbaugebiet Mosel, Bereich Saar.

## Weinlage
Die 12 Hektar große Steillage liegt nördlich der Straße L 135 an einem Hang in südlicher Ausrichtung. Die Hangneigung reicht von 30 bis 60 Prozent. Der Boden besteht aus verwittertem Schiefer. Die Lage ist größtenteils mit Riesling bepflanzt.
Die Saarburger Rausch ist eine Große Lage des VDP.

## Anteilseigner
Folgende Weingüter haben Besitz im Saarburger Rausch
- Weingut Forstmeister Geltz-Zilliken
- Weingut Dr. Wagner
- Weingut Appel
- Weingut Markus Molitor